# Montagne della Colombia
Le montagne della Colombia sono disposte per la loro quasi totalità sulle tre Cordigliere (Cordilleras in spagnolo), disposte lungo l'asse sud-nord e parallele l'una con l'altra, propaggini della catena delle Ande; sono presenti inoltre massicci isolati e a nord prevalgono gli altopiani. Le tre Cordigliere sono separate tra loro dalle valli del Cauca e della Magdalena.

## Cordigliera Centrale
La Cordigliera Centrale è la più alta catena nazionale: si sviluppa per circa 800 km e in alcuni punti è larga più di 100 km.
Su questa Cordigliera s'innalzano picchi dall'altezza notevole, principalmente cime vulcaniche: Nevado de Tolima (5.620 m), Nevado del Ruiz (5.400 m) e Nevado del Huila (5.750 m). Procedendo verso nord l'altitudine della Cordigliera diminuisce e la catena termina tra i fiumi Cauca e Magdalena.

## Cordigliera Occidentale
La Cordigliera Occidentale è la Cordigliera meno elevata (3000–3900 m) e corre parallela all'Oceano Pacifico; è formata principalmente da vulcani spenti ed è spesso intervallata da valichi.

## Cordigliera Orientale
La Cordigliera Orientale è la più estesa delle tre Cordigliere; digrada a nord in vasti altopiani, mentre a sud sono presenti coni vulcanici. La catena è formata principalmente da rocce cristalline o da arenarie.

## Cristobal Colon
Il picco Cristobal Colon è la cima più alta della Colombia: 5775 m. Si eleva dalla Sierra Nevada de Santa Marta come un massiccio di rocce metamorfiche.

## Sierra de Perijá
La Sierra de Perijá si trova nella sezione settentrionale della Cordigliera Orientale; è lunga circa 300 km e si compone in tre catene minori: Montes de Oca, Serrania de Valledupar.

## Sierra Nevada de Santa Marta
La Sierra Nevada de Santa Marta è situata al confine tra Colombia e Venezuela, tra la valle del fiume Magdalena e quella del fiume César. È un gruppo montuoso che domina la costa del Mar delle Antille, formato in prevalenza da rocce metamorfiche.
Culmina nel picco Cristobal Colon.

## Tolima
Nevado del Tolima Vulcano inattivo situato nella Colombia centroccidentale. Il vulcano, che con i suoi 5.616 m di altitudine è la terza vetta più elevata del paese, si erge nella Cordigliera centrale delle Ande, a nord-ovest della città di Ibagué, capoluogo del dipartimento di Tolima. Il Nevado del Tolima è il più meridionale di una catena di coni vulcanici presenti all'interno del Parco nazionale de Los Nevados. Con il vicino Nevado del Ruiz, questo vulcano estinto costituisce il cuore della Cordigliera centrale, che ospita alcune tra le più alte vette andine.